# Rosa kunmingensis
Rosa kunmingensis — вид рослин з родини трояндових (Rosaceae); ендемік Китаю.

## Опис
Це кущ ≈ 3 м заввишки. Гілочки червоно-коричневі, циліндричні, міцні, голі, залозисті; колючки рідкісні, прямі або злегка зігнуті, до 9 мм, міцні, плоскі, поступово звужуються до широкої основи. Листки включно з ніжками 6–8 см; прилистки частково прилягають до ніжки, центральні вісі й ніжки густо-волосисто-запушені; листочків 7–9, блідо-зелені знизу, насичено зелені зверху, еліптичні або обернено-яйцювато-довгасті, 12–25 × 6–14 мм, знизу густо-запушені, зверху майже голі або мало запушені; основа клиноподібна або широко клиноподібна; край різко пилчастий; верхівка гостра. Квітів 5–7 у щитку, ≈ 2.8 см у діаметрі. Чашолистків 5, довгасті або ланцетні, 8–11 см, знизу щільно-запушені, зверху запушені і залозисто-запушені, верхівка довго хвостата. Пелюстки подвійні, білі, довго обернено-яйцюваті, основа клиноподібна, верхівка округло-тупа.

## Поширення
Ендемік Китаю: Юньнань. Населяє гірські схили; зростає на висотах ≈ 2300 метрів.